# Sydlig hålrotsfjäril
Sydlig hålrotsfjäril, Zerynthia polyxena, är en ljust gul fjäril med gråsvarta teckningar och röda fläckar. Den förekommer i södra och sydöstra Europa och österut till södra Uralbergen. Larven äter bland annat blad av växten hålrot.

## Utseende
Sydlig hålrotsfjäril har ett vingspann på 45 till 50 millimeter. Ovansidan är ljust gul och mönstrad med fläckar och linjer i gråsvart. Längs ytterkanterna på både framvingen och bakvingen finns ett djupt tandat band i gråsvart och ljusgult. Innanför detta band på bakvingen finns en rad med röda fläckar. Det finns ofta även en röd fläck vid framkanten på både framvingen och bakvingen. Grundfärgen på undersidan är nästan vit. Mönstret är likt det på ovansidan men är förutom gråsvart ofta även tonat i gulgrönt eller gulorange. Vidare finns fler röda eller rödrosa fläckar på undersidan än på ovansidan.
Utseendet på denna fjäril kan variera inom utbredningsområdet och ibland indelas arten i flera underarter eller former, men ibland räknas flertalet av dessa som synonymer till arten.

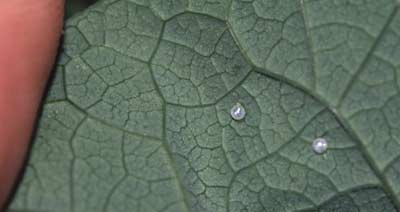
Ägg från sydlig hålrotsfjäril på ett blad av rund hålrot.
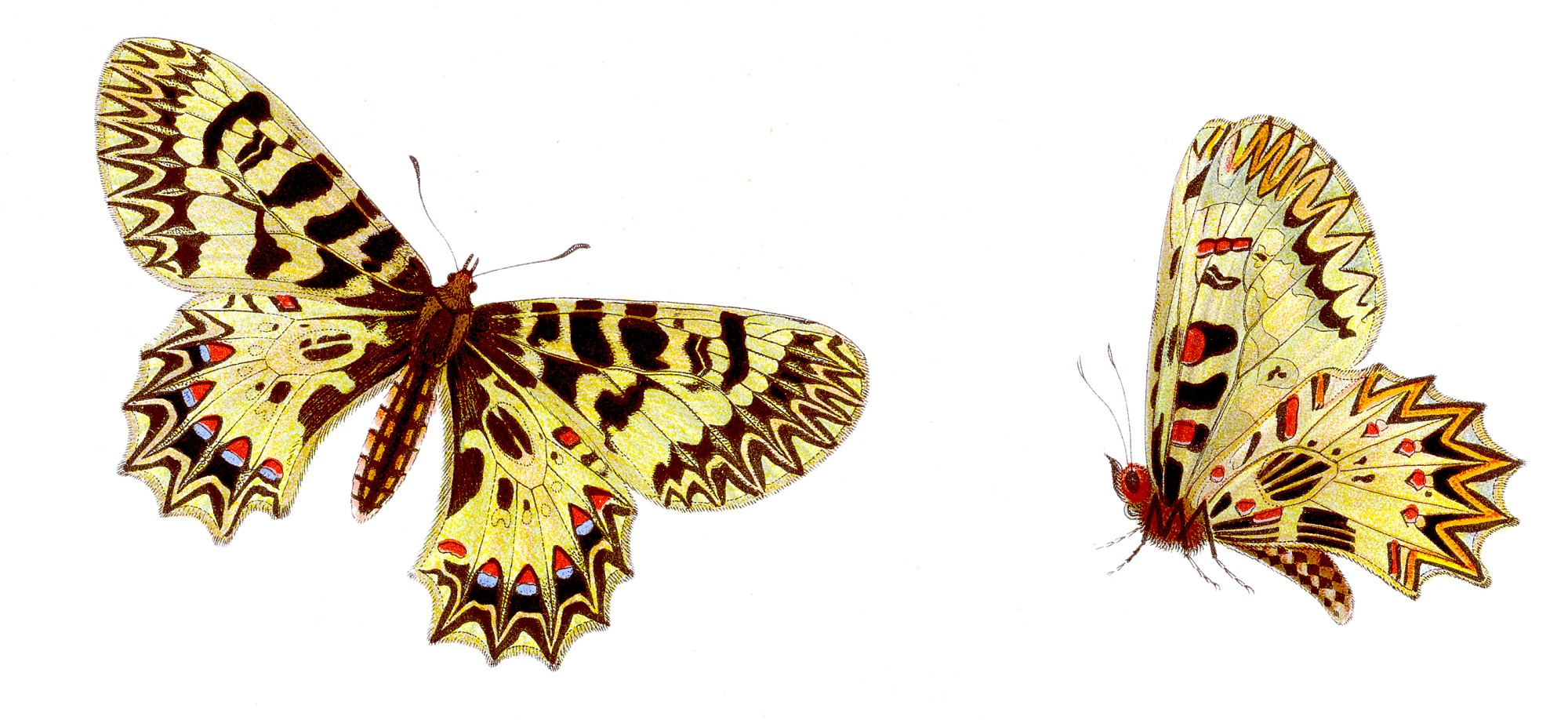
Illustration av ovan- och undersidan.

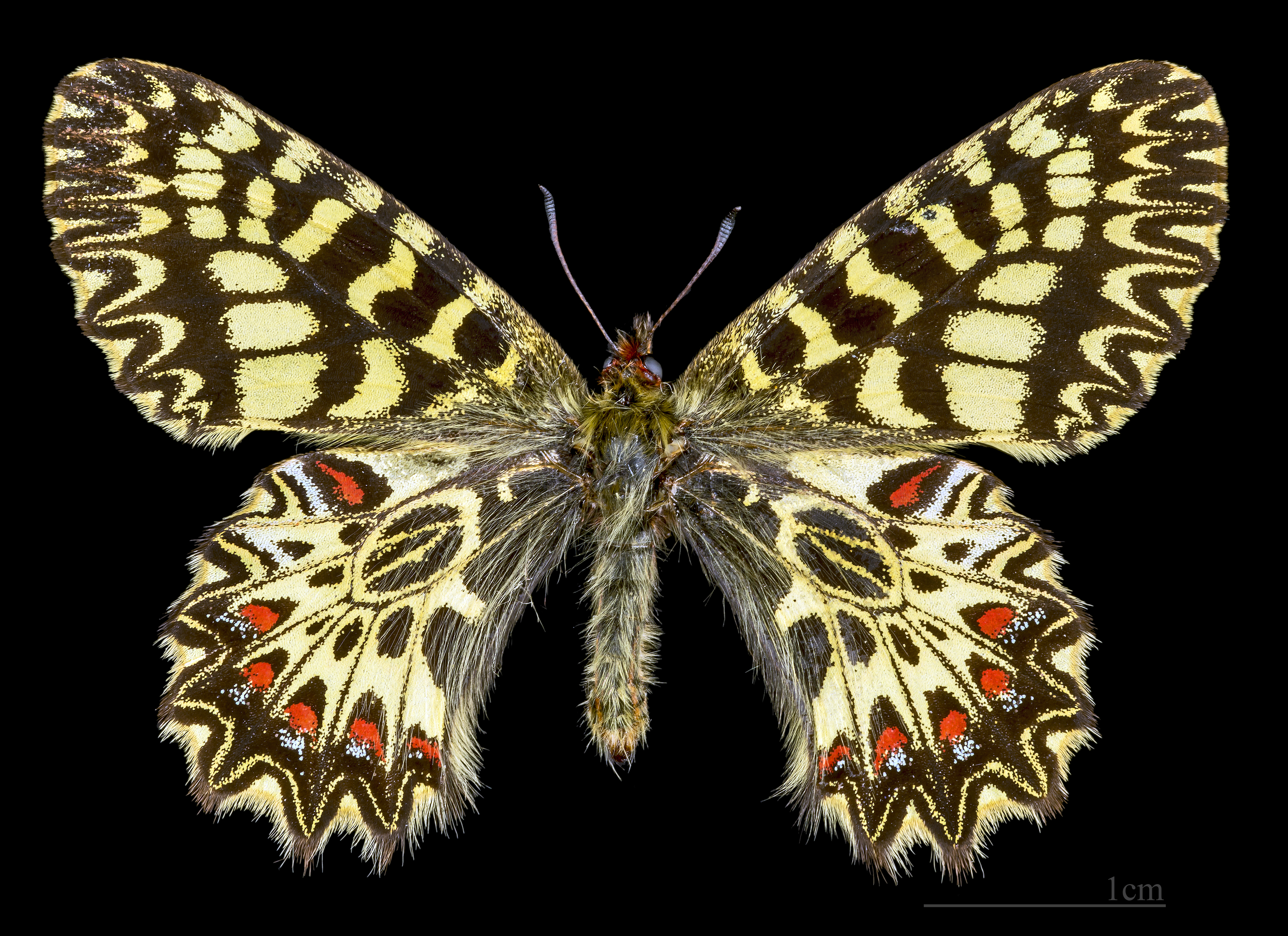
♂
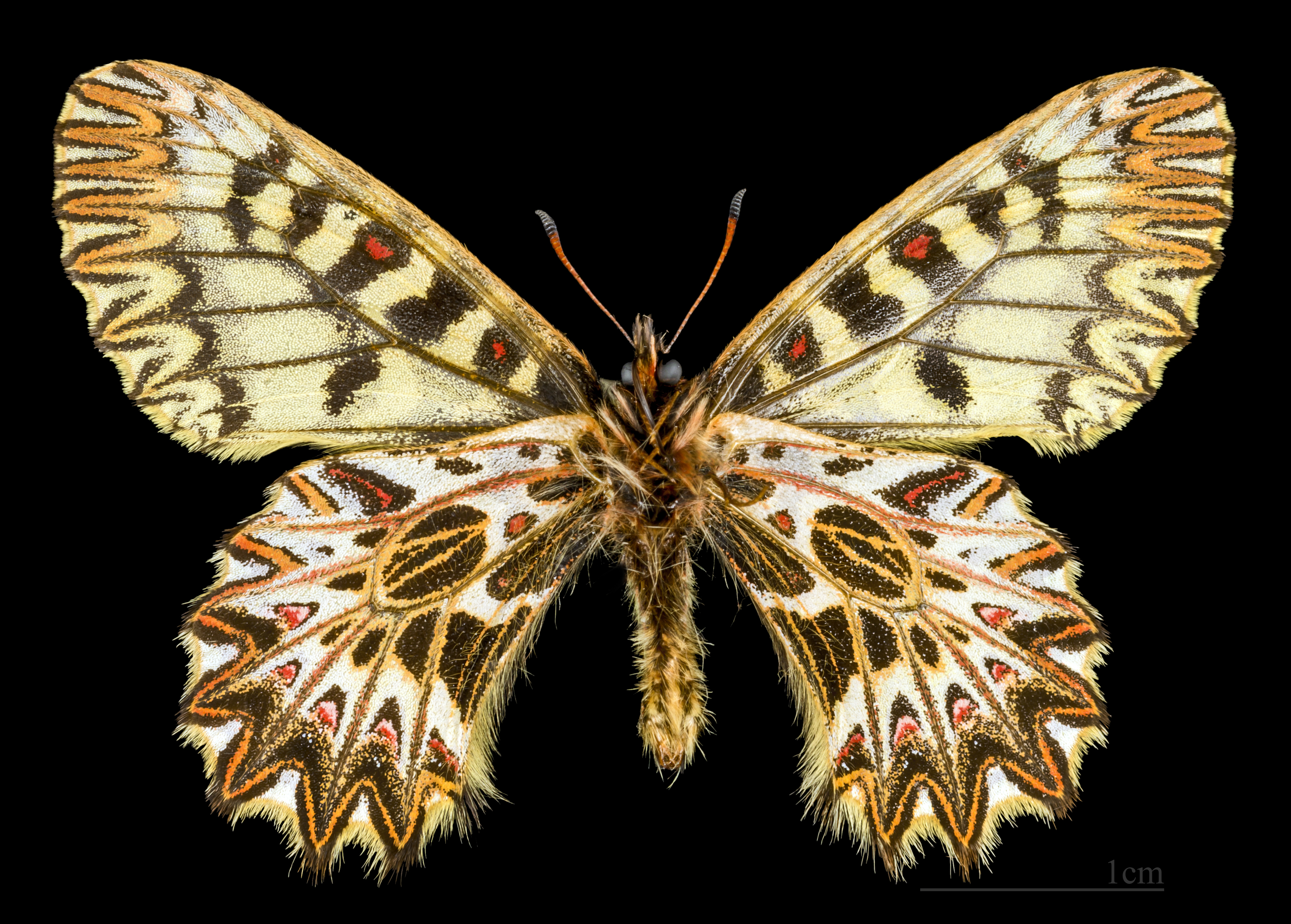
♂ △
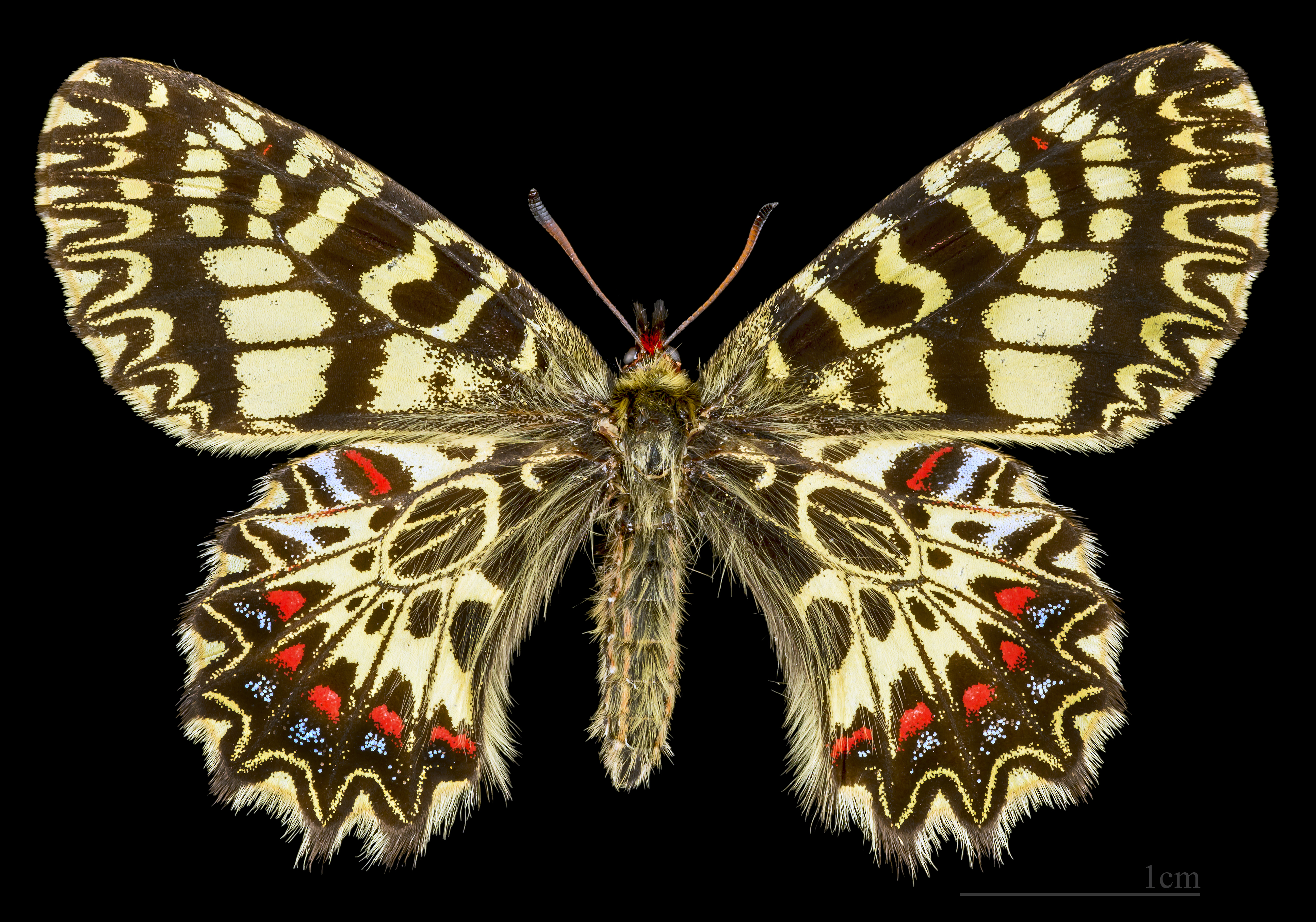
♀
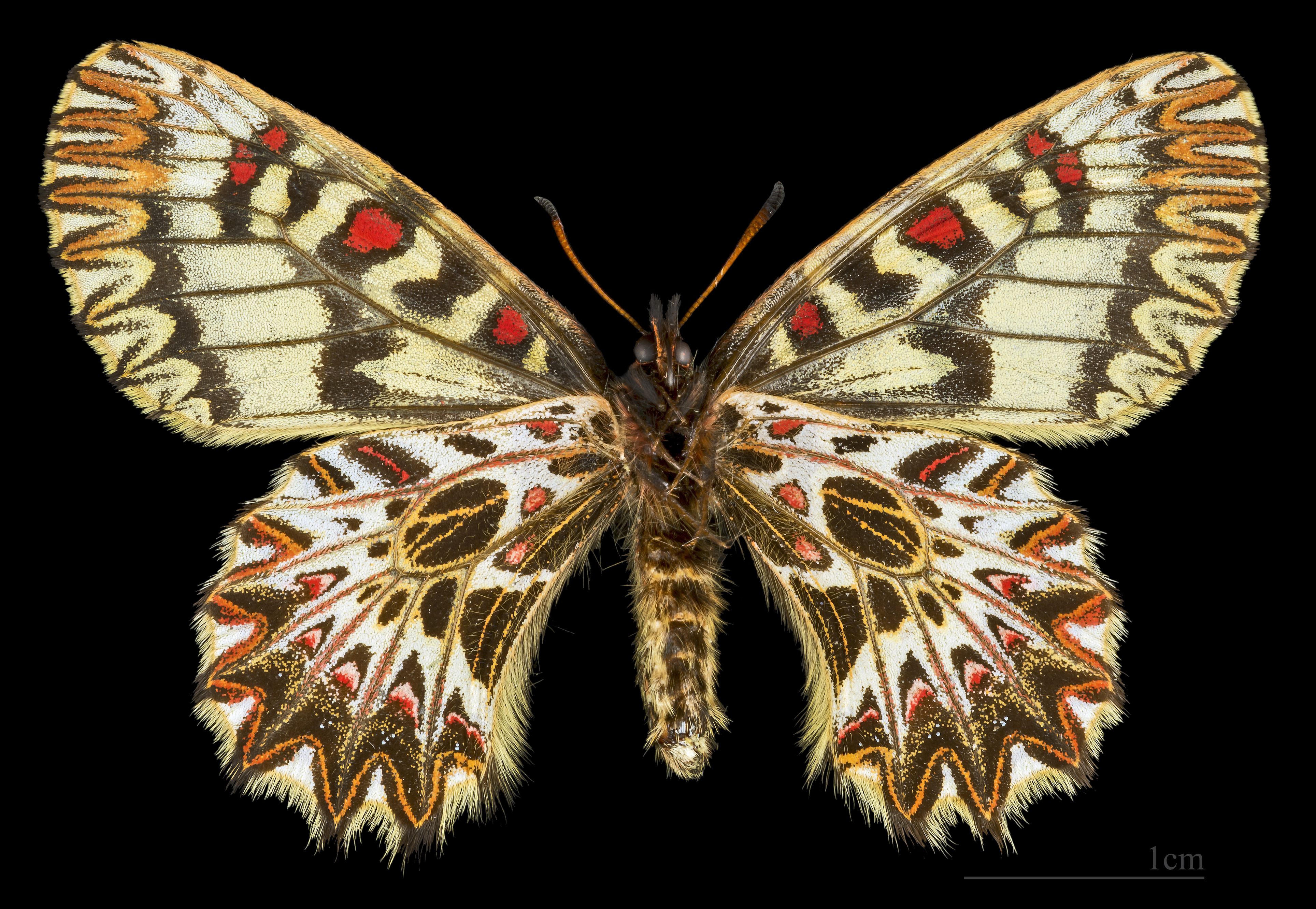
♀ △

## Levnadssätt
Denna fjäril, liksom alla andra fjärilar, genomgår under sitt liv fyra olika stadier; ägg, larv, puppa och fullvuxen (imago). En sådan förvandling kallas för fullständig metamorfos.
Flygtiden, den period när fjärilen är fullvuxen, infaller i april till juni. Under flygtiden parar sig fjärilarna och honan lägger äggen. Ur ägget kläcks larven. Värdväxter, de växter larven lever på och äter av, är olika arter i piprankesläktet, till exempel hålrot och rund hålrot.
När larven har ätit sig fullväxt förpuppas den och puppan övervintrar. På våren och försommaren kläcks den fullbildade fjärilen ur puppan och en ny flygtid börjar.

## Habitat och utbredning
Den sydliga hålrotsfjärilens habitat, den miljö den lever i, är på blomsterängar och gräsmarker med buskvegetation. Den förekommer i södra Europa från sydöstra Frankrike, hela Italien och Balkanhalvön och vidare genom Mindre Asien till södra Uralbergen och nordvästra Kazakstan.